# 霍爾德 (伊利諾伊州)
霍爾德（英語：Holder）是位於美國伊利諾伊州麥克萊恩縣的一個非建制地區。該地的面積和人口皆未知。

## 地理
霍爾德的座標為40°27′04″N 88°48′15″W / 40.45111°N 88.80417°W，而該地的平均海拔高度為256米（即840英尺）。